# Earl of Kendal
Earl of Kendal war ein erblicher britischer Adelstitel, der insgesamt viermal in der Peerage of England verliehen wurde. Der Titel bezieht sich auf die englische Stadt Kendal.

## Verleihungen und weitere Titel
Obwohl der Earlstitel alle vier Male als erblicher Titel verliehen wurde, wurde er nie vererbt. Die Earls erster, zweiter und vierter Verleihung hinterließen bei ihrem Tod keine Nachkommen, so dass der Titel erlosch. Dem ersten Earl dritter Verleihung wurde 1462 der Titel aberkannt, nachdem er Ländereien und Titel in Frankreich geerbt und dafür dem französischen König gehuldigt hatte. Seine Nachfahren führten den Titel in der französifizierten Form Comte de Candale dennoch weiter und erhielten 1621 den französischen Herzogstitel Duc de Cendale.
Der Titel erster Verleihung wurde am 16. Mai 1414 zusammen mit dem Titel Duke of Bedford verliehen. Der Titelinhaber wurde später im selben Jahr zudem zum Earl of Richmond erhoben.
Der Titel zweiter Verleihung wurde am 28. August 1443 zusammen mit dem Titel Duke of Somerset verliehen. Der Titelinhaber war bereits 3. Earl of Somerset.
Die dritte Verleihung des Titels erfolgte 1446.
Der Titel vierter Verleihung wurde am 9. April 1689 zusammen mit den Titeln Duke of Cumberland und Baron Okingham dem Ehemann der späteren Königin Anne verliehen. Die Titel gehörten ebenfalls zur Peerage of England.

## Liste der Earls of Kendal

### Earls of Kendal, erste Verleihung (1414)
- John of Lancaster, 1. Duke of Bedford, 1. Earl of Kendal (1389–1435)

### Earls of Kendal, zweite Verleihung (1443)
- John Beaufort, 1. Duke of Somerset, 1. Earl of Kendal  (1404–1444)

### Earls of Kendal, dritte Verleihung (1446)
- John de Foix, 1. Earl of Kendal († 1485) (Titel 1462 aberkannt)
  - Gaston II. de Foix, 2. Comte de Candale († 1500)
  - Gaston III. de Foix, 3. Comte de Candale († 1536)
  - Frédéric de Foix, 4. Comte de Candale († 1571)
  - Henri de Foix, 5. Comte de Candale († 1572)
  - Marguerite de Foix, 6. Comtesse de Candale (1567–1593), ⚭ 1587 Jean Louis de Nogaret de La Valette, Duc d’Epernon (1554–1642)
  - Henri de Nogaret de La Valette, 7. Comte de Candale (1591–1639) (1621 zum Duc de Candale erhoben, dieser Titel erlosch bei seinem Tod)
  - Bernard de Nogaret de La Valette d’Épernon, 8. Comte de Candale, Duc d’Epernon (1592–1661) (1622 zum Duc de La Valette erhoben)
  - Louis Charles de Nogaret de Foix, Duc de La Vallette et de Candale (1627–1658)

### Earls of Kendal, vierte Verleihung (1689)
- Georg von Dänemark, 1. Duke of Cumberland, 1. Earl of Kendal (1653–1708)